# Ventilator Blues
Ventilator Blues è una canzone del gruppo rock britannico The Rolling Stones estratta dall'album del 1972 Exile on Main St.

## Il brano
Brano di blues rock che si apre con un celebre riff di chitarra slide suonato da Mick Taylor. La canzone venne ispirata alla band dalle condizioni ambientali nelle quali si trovavano a registrare il materiale per il disco. Quell'estate in Francia, nella cantina della villa Nellcôte, faceva un caldo torrido, la stanza prendeva aria da una sola finestrella, e solamente un piccolo ventilatore elettrico forniva un po' di sollievo. Il brano è l'unico per il quale Mick Taylor ottenne dei crediti compositivi in tutta la carriera con gli Stones.

## Formazione
- Mick Jagger - voce
- Keith Richards - chitarra
- Mick Taylor - chitarra slide
- Bill Wyman - basso
- Charlie Watts - batteria
- Nicky Hopkins - piano
- Jim Price - tromba